# 塞薩雷·納塔利
塞薩雷·納塔利（義大利語：Cesare Natali；1979年4月5日—）是一位意大利足球運動員。在場上的位置是後衛。他現在效力於意大利足球甲級聯賽球隊薩索羅足球體育俱樂部。他曾效力於佛羅倫薩足球俱樂部。